# Rówień nad Kępą

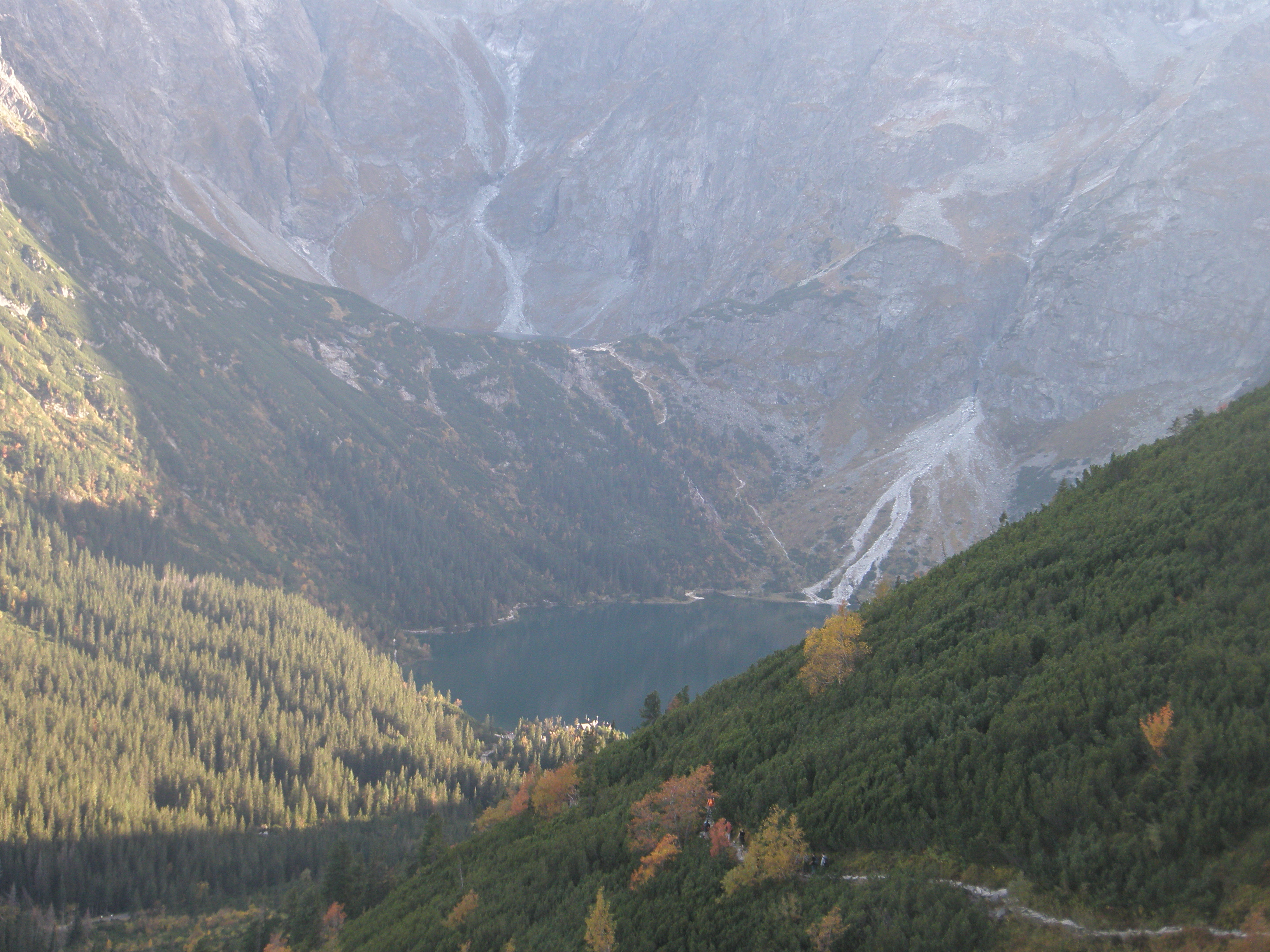
Blick von der Rówień nad Kępą auf den Bergsee Meerauge

Rówień nad Kępą, auch Równia nad Kępą, ist eine weite Hochfläche in der polnischen Hohen Tatra. Sie befindet sich auf den Hängen des Opalony Wierch und ist Teil des Opalone. 
Der Blick von der Hochfläche auf die Hohe Tatra hat bereits im 19. Jahrhundert zahlreiche Maler inspiriert, unter anderem Leon Wyczółkowski, Walery Eljasz-Radzikowski, Wojciech Gerson.

## Routen
Über die Hochfläche führt ein markierter Wanderweg: 
- ▬ Der blau markierte Wanderweg von dem Bergsee Meerauge über die Hochfläche am Opalone und weiter über Świstówka Roztocka, Świstowe Siodło, Świstowa Kopa zur Berghütte Fünf-Polnische-Seen-Hütte im Tal Dolina Pięciu Stawów Polskich.

## Links
Koordinaten: 49° 12′ 55″ N, 20° 4′ 6″ O

## Belege
- Zofia Radwańska-Paryska, Witold Henryk Paryski, Wielka encyklopedia tatrzańska, Poronin, Wyd. Górskie, 2004, ISBN 83-7104-009-1.
- Tatry Wysokie słowackie i polskie. Mapa turystyczna 1:25.000, Warszawa, 2005/06, Polkart, ISBN 83-87873-26-8.